# الانتخابات الفيدرالية الكندية 1957
أجريت الانتخابات الفيدرالية الكندية لعام 1957 في 10 يونيو 1957 لاختيار 265 عضوًا في مجلس العموم الكندي في البرلمان الكندي الثالث والعشرين. في واحدة من أعظم الاضطرابات في التاريخ السياسي الكندي، وضع حزب المحافظين التقدمي (المعروف أيضًا باسم "PC" أو «المحافظين»)، بقيادة جون ديفينبيكر، نهاية 22 عامًا من الحكم الليبرالي، حيث تمكن المحافظون من تشكيل حكومة أقلية على الرغم من خسارة التصويت الشعبي لليبراليين.
كان الحزب الليبرالي يحكم كندا منذ عام 1935، وفاز بخمس انتخابات متتالية. في عهد رئيسي الوزراء وليام ليون ماكنزي كينغ ولويس سانت لوران، بنت الحكومة تدريجياً دولة الرفاهية. خلال الولاية الخامسة لليبراليين في المنصب، صورتهم أحزاب المعارضة على أنهم متعجرفون وغير مستجيبين لاحتياجات الكنديين. الأحداث المثيرة للجدل، مثل «مناقشة خط الأنابيب» عام 1956 حول إنشاء خط الأنابيب عبر كندا، أضرت بالحكومة. ظل سان لوران، الملقب ب «العم لويس»، يتمتع بشعبية كبيرة، لكنه لم يمارس سوى القليل من الإشراف على وزرائه.
في عام 1956، استقال زعيم حزب المحافظين جورج أ. درو بشكل غير متوقع بسبب اعتلال صحته. في مكانه، انتخب حزب المحافظين ديفينبيكر (Diefenbaker) الناري والكاريزمي. أدار حزب المحافظين حملة تركزت على زعيمهم الجديد، الذي اجتذب حشودًا كبيرة إلى التجمعات وترك انطباعًا قويًا على شاشات التلفزيون. أدار الليبراليون حملة باهتة، وظهر سان لوران في عدد قليل من العروض التلفزيونية. غير مرتاح في الغالب، قرأ رئيس الوزراء خطاباته من نص ورفض وضع المكياج.
بعد التخلي عن استراتيجيتهم المعتادة في محاولة تحقيق تقدم كبير في كيبيك التي يهيمن عليها الليبراليون، ركز حزب المحافظين على الفوز بمقاعد في المقاطعات الأخرى. لقد كانوا ناجحين. على الرغم من حصولهم على عدد قليل من المقاعد في كيبيك، فقد فازوا بـ 112 مقعد إجمالا مقابل 105 مقاعد لليبراليين. مع فوز الأحزاب الأخرى بالمقاعد المتبقية، لم يكن لحزب المحافظين سوى الأغلبية في مجلس العموم، لكن الهامش كان كافياً لجعل جون ديفنبيكر أول رئيس وزراء لحزب المحافظين في كندا منذ ريتشارد بينيتفي عام 1935.
وكان حزب المحافظين الماضي يحكم كندا تحت حكم بينيت الذي انتخب عام 1930. حققت حكومة بينيت نجاحا محدودا في التعامل مع الاكتئاب، وهزم في عام 1935، باعتباره ليبراليا وليام ليون ماكنزي كينج، الذي كان قد خدم سابقا مرتين كرئيس للوزراء، وأعيد إلى السلطة. فاز الليبراليون بخمس انتخابات متتالية بين عامي 1935 و 1953، أربعة من الانتصارات التي أسفرت عن قوة حكومات الأغلبية. عمل الليبراليون عن كثب مع الخدمة المدنية (استقطبوا العديد من وزرائهم من تلك الرتب) وشهدت سنوات هيمنتهم ازدهارا.

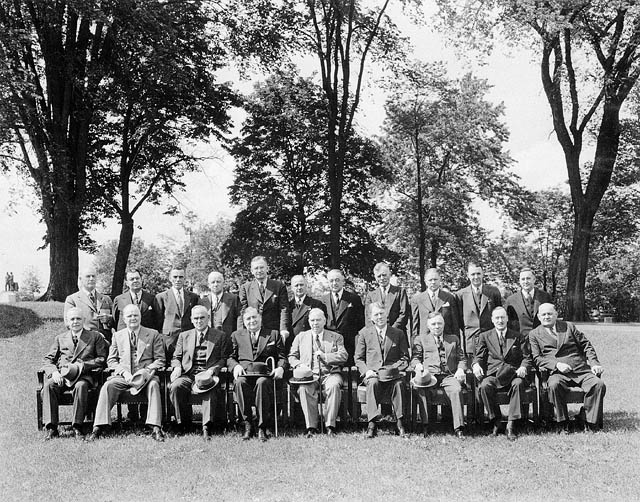